# Realismo giuridico
Il realismo giuridico fu una dottrina giuridica che comparve negli Stati Uniti intorno agli anni 1930. Esso ebbe origine da un approccio radicale e fortemente pragmatico alla giurisprudenza sociologica già affermatasi da tempo soprattutto grazie al lavoro di Nathan Roscoe Pound e di Benjamin Nathan Cardozo, tra gli altri. Il realismo giuridico si basava sul completo rifiuto di ogni interpretazione metafisica e logico-formalistica del diritto, riflettendo così la visione della dinamicissima società statunitense del tempo.
Estremizzandone i concetti Jerome Frank, tra gli altri, arrivò a negare totalmente la certezza del diritto, considerata solo come un'illusione degli uomini, in quanto la sentenza non è mai del tutto prevedibile ma «frutto di un ragionamento, anche intuitivo, di un giudice che prende una decisione prima ancora di spiegarla». Karl Llewellyn aggiunse una critica alle norme, considerate inidonea a guidare la vita dei cittadini, osservando di come il diritto sia solo quello che i giudici decidono nelle cause. Estremizzazioni che portarono a diverse critiche, tra cui quelle di Hermann Kantorowicz che contestò i realisti che affermavano che «il diritto consiste soltanto di decisioni giudiziali, e perciò di fatti».